# Boulevard des Airs
Boulevard des Airs (spesso abbreviato in BDA) è un gruppo musicale francese formato nel 2004, originario di Tarbes (Alti Pirenei). Diversi stili tra cui la World music, il Pop e l'elettronica si ritrovano nei loro brani.
L'album Bruxelles, pubblicato il 1º giugno 2015, sarà certificato doppio disco di platino (200 000 copie vendute) e permetterà al gruppo di lanciarsi in una tournée con oltre cento date in tutto il mondo e di suonare per la prima volta negli Zénith di Francia. L'album successivo Je me dis que toi aussi (2018) permette loro di vincere la Victoires de la musique della canzone dell'anno con il brano eponimo in occasione della 34ª cerimonia della Victories de la musique 2019. Il singolo successivo Allez reste sarà il brano dell'anno più trasmesso in radio (grazie al quale vinceranno il premio Yacast a gennaio 2020) e permetterà loro di essere nominati per la terza volta (dopo il 2013 e il 2019) al Victoires de la Musique nel 2020,.

## Storia del gruppo

### Debutto (2004-2012)
Il gruppo Boulevard des Airs nasce nel 2004 al Lycée Marie-Curie di Tarbes nel dipartimento degli Alti Pirenei su iniziativa di quattro amici: Sylvain Duthu, i fratelli Jean-Noël e Florent Dasque e Laurent Garnier , .
Aprono concerti un po' in tutta la Francia mettendo in scena spettacoli di grande impatto . Hanno pubblicato tre album auto-prodotti venduti durante i loro concerti, Boulevard des Airs (2005), Entre Chien et Loup (2007) e Les Folies Passagère (2009). Nel gennaio 2010 eseguono il loro primo concerto all'Olympia di Parigi ottenendo così la fiducia sulle scene francesi,.
Firmano un contratto con la Sony Music nel giugno 2011. Il 17 luglio 2011 viene pubblicato il singolo Cielo Ciego  e il 17 ottobre dello stesso anno esce il loro primo album Parigi-Buenos Aires che sarà certificato come disco d'oro,.
Realizzano una tournée che conta un centinaio di date in Francia, Spagna, Svizzera, Belgio e Canada . Nel 2013 aprono i concerti della tournée dei Tryo negli Zénith e al Paris-Bercy .

### Nuovi album (2013-2017)
L'8 gennaio 2013 il gruppo rientra nella categoria "Revelation Scene" del Victoires de la musique .
Il 13 maggio 2013  viene pubblicato un secondo album, Les Appareuses Trompences,  promosso con un tour di quasi due anni in Francia e in altri paesi d' Europa .
Il terzo album intitolato Bruxelles esce il 1º giugno 2015. Già dal suo rilascio, si posiziona nella top 10 dei migliori dischi venduti in Francia. L'album è stato certificato disco d'oro e poi disco di platino pochi mesi più tardi.
Il gruppo è invitato a suonare sulla cima del Pic du Midi de Bigorre nei Pirenei diventando così i primi a suonare in questo posto .
Successivamente realizzano un tour internazionale, Bruxelles Tour, in Europa e in Sud America,. È questo il momento del loro primo tour negli Zenith di Francia.
Il 16 febbraio 2017, Sylvain Duthu e Florent Dasque sono i garanti della finale del 7 ° Premio Georges Moustaki a Parigi, vinto da Léopoldine HH, il quale aprirà il loro concerto a La Halle Tony Garnier di Lione.
Nel giugno 2017 il gruppo fa il suo primo tour in Giappone dove l'album viene pubblicato poco più tardi.

### Je me dis que toi aussi(dal 2018)
Il 31 agosto 2018, già dalla sua pubblicazione, l'album Je me dis que toi aussi si classifica tra le prime 3 migliori vendite del Paese. Poco dopo diventa disco d'oro, il terzo del gruppo in tre album diversi. Il disco include un duetto Allez reste con il loro amico Vianney e annunciano in seguito un nuovo tour degli Zenith. L'album si caratterizza per la componente electro-pop.
Il 10 gennaio 2019 il gruppo è stato nominato per la seconda volta alla Victoires de la Musique nella categoria "chanson originale" ("canzone originale") con il titolo Je me dis que toi aussi.
L'8 febbraio 2019, in occasione della 34ª cerimonia della Victories de la musique, la band vince il trofeo per la "chanson originale" ("canzone originale") dell'anno davanti a Damso, Orelsan, Louane, Julien Doré e Aya Nakamura.
Il 22 giugno sono invitati con il loro amico Vianney (cantante) a partecipare al gran concerto di Patrick Bruel all'anfiteatro di Nancy davanti a 20.000 persone · .
Da luglio 2019 Allez reste si classifica in prima posizione per 9 settimane alla radio di fronte ad Angèle; al contempo, i BDA annunciano una versione sinfonica del brano.
Il 1º ottobre la NRJ annuncia la nomination del gruppo agli NRJ Music Awards 2019.
Il 29 ottobre 2019 il gruppo annuncia l'uscita di una versione Deluxe che include brani inediti, versioni acustiche, una versione sinfonica della loro hit Allez reste e un duetto con Patrick Bruel,. Il brano, scritto e composto da alcuni membri del gruppo, verrà riprodotto durante il grande concerto all'Arena La Défense di Parigi il 7 dicembre 2019, trasmesso in diretta su TF1, e diventerà oggetto di una clip.
L'11 dicembre vengono nominati nella categoria "Spectacle de l'année" ("Spettacolo dell'anno") agli Olympia Awards 2019 insieme a Clara Luciani, Dadju, Roméo Elvis, Claudio Capéo.
Il 13 dicembre i media annunciano che i Boulevard des Airs saranno gli autori e compositori del brano per l'Enfoirés 2020 e concederanno i diritti d'autore all'associazione Les Restos du coeur,,.
Il 13 gennaio la stampa ha annunciato la nomination (per la terza volta) del gruppo alla Victoires de la musique 2020. Per il secondo anno consecutivo (dopo aver vinto il trofeo nel 2019) sono stati nominati nella categoria canzone dell'anno, una performance molto rara .
Il 5 giugno partecipano volontariamente al primo concerto Drive-In in Francia ad Albi,,,,,

## Scrittura, composizione, produzione
I quattro autori e compositori Florent Dasque, Jean Noel Dasque, Sylvain Duthu e Jeremie Planté compongono, scrivono e producono tutti i titoli dei BDA ma collaborano anche con altri artisti.
Compongono e scrivono il titolo Et toi nell'albumTantque rien m'arrête di Claudio Capéo pubblicato nel 2018 e divenuto disco di platino.
A giugno 2019 compongono e scrivono a Viens, il primo singolo del nuovo album di Yannick Noah, segnando con questo il suo ritorno,,.
Nell'ottobre 2019 compongono e scrivono il titolo "Tous les deux" presente nell'album di Patrick Bruel
A dicembre 2019 i media annunciano che saranno autori e compositori del successivo brano dei Les Enfoirés 2020, cedendo tutti i loro diritti all'associazione Les Restos du coeur.
Sylvain Duthu, Jean-Noël Dasque, Florent Dasque e Jérémie Planté sono anche autori, compositori e produttori di tutti gli album del gruppo.
Sylvain Duthu ha scritto e messo in scena lo spettacolo Quand j'étais petit j'étais une limace, un mix tra teatro e musica. Si sono esibiti in particolare sul palco Francofolies de La Rochelle a luglio 2018.
Jean-Noël Dasque, Florent Dasque e Jérémie Planté (proprietari delle società di produzione ed editoria JFJ PROD) formano un trio di produttori di musica elettronica chiamati Trackhead. Mescolano strumenti organici e produzioni elettroniche e si esibiscono in particolare all'edizione 2018 del festival Garorock a Marmande con DJ Snake. Ogni loro pezzo supera diversi milioni di stream sulle piattaforme senza nessuna promozione.

## Membri
- Jean-Noël Dasque: chitarra, programmazione
- Sylvain Duthu: voce, fisarmonica
- Florent Dasque: voce, chitarra, programmazione
- Jérémie Plante: piano, programmazione
- Jean-Baptiste Labe: trombone, campionatore
- Laurent Garnier: basso, tastiera
- Ernst Carree: batteria

Ex membri:,,
- Lalaina Rakotomalala: voce, chitarra, flauto
- Manu Aurousset: tromba
- Kevin Poinas: clarinetto, soprano e sassofono tenore
- Alix Buy: batteria, percussioni
- Emilie Manescau: voce, percussioni
- Toky Rakotomalala: percussioni
- Bruno Lacaze: fisarmonica, shaker (uovo maracas)
- Alice Pfeiffer: clarinetto, voce, maracas
- Damien Tisne: chitarra, basso, triangolo

## Discografia

### Album
- 2005: Boulevard des Airs
- 2007: Entre Chien et Loup
- 2009: Les Folies Passagères
- 2011: Paris-Buenos Aires
- 2013: Les Appareuses Trompences
- 2015: Bruxelles
- 2018: Je me dis que toi aussi

### Singoli
- 2011: Cielo Ciego
- 2012: San Clemente (Je voulais vous parler des femmes)
- 2012: Mundo loco
- 2013: Blah blah
- 2015: Emmène-moi
- 2016: Bruxelles
- 2016: Ce gamin-là
- 2016: Demain de bon matin
- 2018: Je me dis que toi aussi
- 2018: Tout le temps
- 2019: Allez reste (con Vianney)
- 2019: Si la vie avance
- 2019: Tous les deux (con Patrick Bruel)

## Clip e colonna sonora
- Il gruppo ha composto la colonna sonora per il film eMotion (diretto da Guilhem Machenaud / Ho5 Park). Il film ha vinto il premio speciale del pubblico all'International Free-ride Film Festival nel 2009[43].
- 2011: Cielo Ciego
- 2011: San Clemente (Je voulais vous parler des femmes)
- 2013: Blah blah
- 2014: Je m'excuse pas
- 2015: Emmène-moi
- 2016: Bruxelles
- 2016: Ce gamin-là
- 2016: Demain de bon matin
- 2017: Le Bagad di Lann-Bihoué (singolo dell'album Breizh eo ma bro! )
- 2018: Je me dis que toi aussi
- 2018: Tout le temps
- 2019: Allez reste (con Vianney)
- 2019: Si la vie avance
- 2019: Tous les deux (con Patrick Bruel)

## Riconoscimenti
- 2012: Disco d'oro per l'album Paris Buenos Aires (oltre 50.000 dischi venduti in Francia)[44] · [45]
- 2013: Nomination révélation scène della 28ª cerimonia delle Victoires de la musique[46] · [47] · [48]
- 2016: Disco d'oro per l'album Bruxelles (oltre 50.000 dischi venduti in France)[49] · [50]
- 2017: Disco di platino per l'album Bruxelles (oltre 100.000 dischi venduti in France)[51] · [52]
- 2018: Singolo d'oro per la canzone "Emmène-moi"[53]
- 2019: Victoire de la musique per la canzone originale dell'anno con Je me dis que toi aussi in occasione della 34ª cerimonia delle Victoires de la musique[54] · [55] · [56]
- 2019: Medaglia d'oro della città di Tarbes[57] · [58]
- 2019: Disco d'oro per l'album Je me dis que toi aussi[59]
- 2019: Singolo d'oro per i brani Allez reste e Je me dis que toi aussi[60]
- 2019: Nomination al NRJ Music Awards 2019
- 2019: Nomination al Olympia Awards 2019 (categoria "spettacolo dell'anno")
- 2019: Nomination canzone dell'anno su TF1 con "Je me dis que toi aussi"
- 2020: Nomination al Victoires de la musique per la canzone originale dell'anno con "Allez reste"